# Factice (série télévisée)
Pour les articles homonymes, voir Factice.
Production
Diffusion
Factice est une série télévisée française réalisée par Julie Rohart d'après un scénario de Julien Messemackers et diffusée à partir du 14 janvier 2025 sur 13e Rue.
Ce thriller est une coproduction de Good Cop et de 13e Rue, réalisée en association avec Cineaxe6 et Indefilms13.
En octobre 2024, la série est reprise dans la sélection officielle du Festival CreaTVty de Sète 2024 et remporte le prix spécial Canal+.

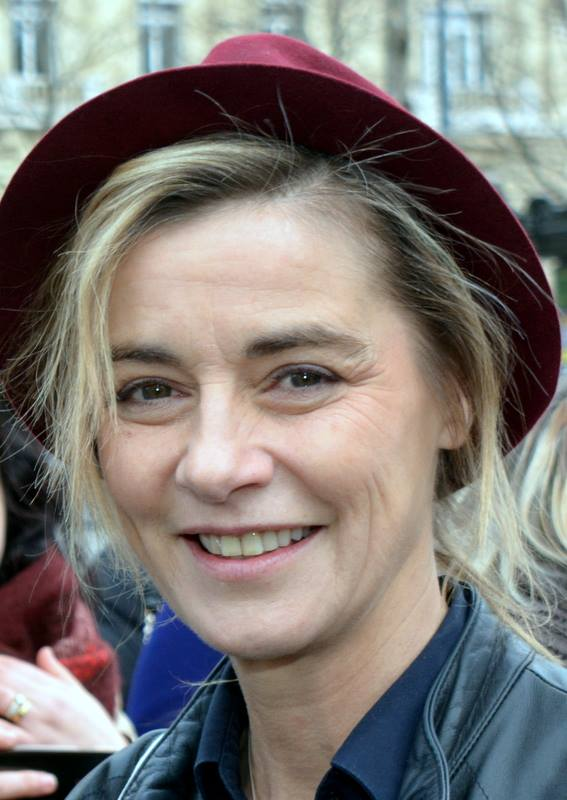
Anne Consigny.

## Synopsis
Victoire, secrétaire médicale et graphiste à ses heures perdues, mène une vie familiale paisible avec son mari Sofiane et leurs deux enfants, Mila et Tom. Son frère Jérémie vit dans une dépendance au fond du jardin.
La situation bascule lorsque Sofiane est victime d’un grave accident de travail, et que Victoire découvre que leur famille croule sous les dettes, au point de menacer leur logement. Pour survivre, elle décide de renouer avec un ancien talent : la contrefaçon de documents. Avec son frère Jérémie, elle monte un petit trafic de faux papiers destinés à renflouer les finances familiales.
Mais leur activité attire vite l’attention d’Édith, une redoutable criminelle locale. On leur impose des documents toujours plus complexes — faux passeports, fiches de paie, contrats… L’ampleur de l’engrenage devient dangereuse. La tension monte et Victoire voit sa double vie menacer sa famille, et même son couple trembler lorsque Sofiane découvre la vérité

## Distribution
- Caroline Anglade : Victoire
- Mhamed Arezki : Sofiane, le mari de Victoire
- Constantin Vidal : Jérémie, le frère de Victoire
- Aymé Medeville : Tom, le fils de Victoire et Sofiane
- Jennaïa : Mila, la fille de Victoire et Sofiane
- Anne Consigny : Edith, membre de la pègre
- Thomas Durand : Zoltan, faussaire au service d'Edith
- Jérémie Covillault : le gangster Tony Garcia
- Michaël Abiteboul :  le gangster Rico Garcia
- Yulia Abiss : Zofia, la jeune ukrainienne assassinée par Edith
- Anaïs Parello : agent de la DNRED

## Production

### Genèse et développement
Ce thriller est une coproduction de Good Cop et de 13e Rue,,,, réalisée en association avec Cineaxe6 et Indefilms13, et avec la participation du CNC.
La série est créée et écrite par Julien Messemackers et réalisée par Julie Rohart,,,,.

### Tournage
Le tournage de la série a lieu à partir du 13 mars 2024 en région parisienne,,,.

### Fiche technique
Sauf indication contraire, les informations mentionnées dans cette section peuvent être confirmées par la base de données cinématographiques Allociné,  présente dans la section « Liens externes ».
- Titre français : Factice
- Genre : Thriller[5]
- Production : Clothilde Jamin et Lucas Pietrini[3],[5]
- Sociétés de production : Good Cop et 13e Rue[1],[2],[3],[4]
- Sociétés de distribution : 13e rue, Universal+, Have A Good One[1],[2],[3],[6],[7],[4]
- Réalisation : Julie Rohart[1],[2],[3],[4],[5]
- Scénario : Julien Messemackers[1],[2],[3],[4],[5]
- Musique : Bonjour Meow
- Décors : Chloé Monguillon
- Costumes : Aurélie Zajakala
- Photographie : Hovig Hagopian
- Son : Adriano Cerone
- Montage : Roxane Faure-Huet et Ann-Sophie Wieder
- Maquillage : Sophie Moutier
- Coiffure : Réjane Selmane
- Pays de production :  France
- Langue originale : français
- Format : couleur
- Nombre de saisons : 1
- Nombre d'épisodes[1],[2],[3] : 6
- Durée : 42 minutes[1],[2],[3]
- Date de projection en festival :
  - France : Festival CreaTVty de Sète (octobre 2024)[7]
- Date de première diffusion en télévision :
  - 14 janvier 2025 sur 13e Rue[4]

## Accueil

### Distinction
- Festival CreaTVty de Sète 2024 : prix spécial Canal+[8]

### Accueil critique
Alexandre Letren, du site VL-Media, est très enthousiaste et souligne que la réalisatrice Julie Rohart est un choix assurément parfait : « Elle signe une série marquante, un pur divertissement à l'anglo-saxonne dans lequel l'action, le rythme, ne se font jamais au détriment des personnages. ». Il estime également que la série est « portée par un trio de comédiens hors pairs, Caroline Anglade, Anne Consigny et Constantin Vidal. ».
Betty Ramez, du site Allociné, estime que Factice est une série palpitante à ne pas rater, avec un casting cinq étoiles.